# Jules Barbier

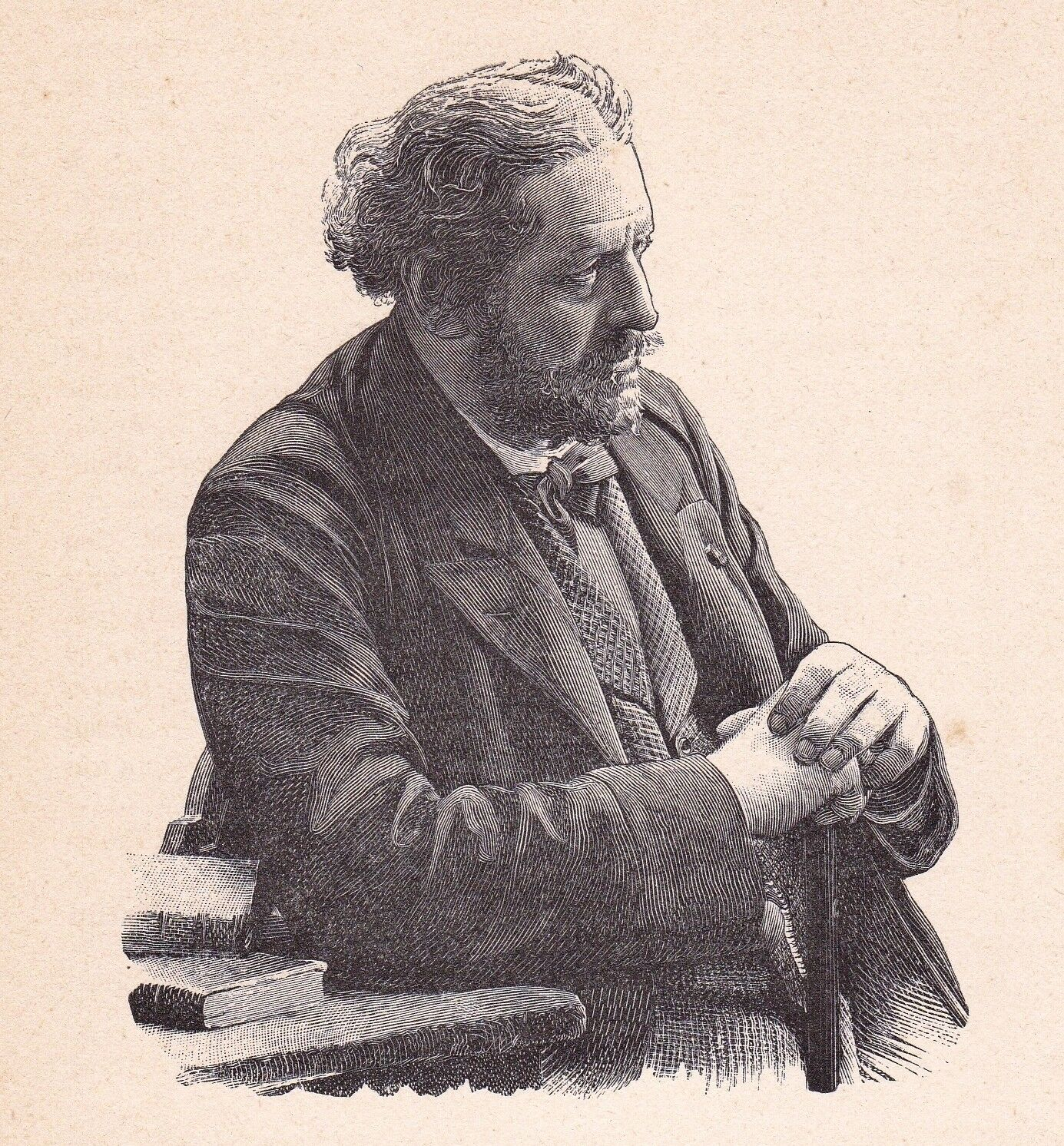
Jules Barbier.

Jules Barbier (París, 8 de marzo de 1825 - París, 16 de enero de 1901) fue un poeta, dramaturgo y libretista francés. Fue autor de la mayoría de los libretos de las óperas de Charles Gounod, incluyendo Fausto (1859). A lo largo de su carrera, trabajó y colaboró en varias ocasiones con el libretista Michel Carré (1821-1872). También realizó el libreto de Les Contes d'Hoffmann (1881), de Jacques Offenbach.
Su hijo, Pierre Barbier, también fue escritor y libretista.

## Obras principales

### Teatro
- 1851, Les Contes d'Hoffmann, con Michel Carré, en el Théâtre de l'Odéon.
- 1873, Jeanne d'Arc, en el Théâtre de la Gaité.

### Libretos de ópera
En colaboración con Michel Carré
- Georges Bizet
  - La Guzla de l'émir (1862), ópera cómica nunca representada.
- Charles Gounod
  - Le Médecin malgré lui (1858)
  - Fausto (1859)
  - Philémon et Baucis (1860)
  - La Colombe (1860)
  - La Reine de Saba (1862)
  - Romeo y Julieta (1867)
  - Polyeucte (1878)
- Jacques Fromental Halévy
  - Valentine d'Aubigny (1856)
- Victor Massé
  - Galathée (1852)
  - Les Noces de Jeannette (1853)
  - Miss Fauvette (1855)
  - Les Saisons (1855)
  - Paul et Virginie (1876)
- Giacomo Meyerbeer
  - Le Pardon de Ploërmel (1859)
- Ernest Reyer
  - La Statue (1861)
- Camille Saint-Saëns
  - Le Timbre d'argent (1877)
- Ambroise Thomas
  - Psyché (1857)
  - Mignon (1866)
  - Hamlet (1868)
  - Françoise de Rimini (1882)

### Otros libretos
- Léo Delibes
  - Sylvia ou la Nymphe de Diane (1876, ballet)
- Jacques Offenbach
  - Les Contes d'Hoffmann (1881, después de la obra escrita junto a Michel Carré)
- Ambroise Thomas
  - La Tempête (1889, ballet)

### Traducciones y adaptaciones
- Ludwig van Beethoven
  - Fidelio (1860), con Michel Carré
- Wolfgang Amadeus Mozart
  - Les Noces de Figaro (1858)
  - Peines d'amour perdues (Cosi fan tutte, 1863) con Michel Carré
- Otto Nicolai
  - Les Joyeuses Commères de Windsor (1866)
- Antón Rubinstein
  - Néron (1884)